# باتريس لوكونت
باتريس لوكونت (بالفرنسية: Patrice Leconte)‏ (و. 1947 – م) هو ممثل، ومخرج سينمائي، وكاتب سيناريو، ومخرج تلفزيوني، ورسام كارتون من فرنسا . ولد في باريس.

## التعليم
تعلم في المعهد العالي للدراسات السينمائية (باريس) (منذ 1967)، وLa Fémis ‏

## جوائز وترشيحات
حصل على جوائز منها:
- جائزة جمعية نقاد السينما في لوس انجلوس لأفضل فيلم بلغة أجنبية [الإنجليزية]‏، عن عمل:رجل في القطار (2003)
- جائزة الأكاديمية البريطانية للأفلام لأفضل فيلم بلغة غير الإنجليزية [الإنجليزية]‏، عن عمل:Ridicule (1997)
- جائزة سيزر لأفضل مخرج، عن عمل:Ridicule (1997)
- جائزة سيزر لأفضل فيلم، عن عمل:Ridicule (1997)
- Critics' Choice Movie Award for Best Foreign Language Film [الإنجليزية]‏، عن عمل:Ridicule (1996)
- جائزة المجلس الوطني للمراجعة لأفضل فيلم أجنبي  [لغات أخرى]‏، عن عمل:Ridicule (1996)
- جائزة لويس ديلوك [الإنجليزية]‏، عن عمل:The Hairdresser's Husband (1990)
- قائد الفنون والآداب.

ترشح لـ:
- David di Donatello for Best European Film، عن عمل:اعز صديق لي (2007)
- European Film Award: Audience Award for Best Director، عن عمل:حميم الغرباء (2004)
- European Film Award: Audience Award for Best Director، عن عمل:رجل في القطار (2003)
- BAFTA Award for Best Film Not in the English Language، عن عمل:Girl on the Bridge (2001)
- جائزة سيزر لأفضل فيلم، عن عمل:Girl on the Bridge (2000)
- جائزة سيزر لأفضل مخرج، عن عمل:Girl on the Bridge (2000)
- جائزة سيزر لأفضل مخرج، عن عمل:Ridicule (1997)
- جائزة سيزر لأفضل فيلم، عن عمل:Ridicule (1997)
- BAFTA Award for Best Film Not in the English Language، عن عمل:Ridicule (1997)
- Broadcast Film Critics Association Award for Best Foreign Language Film، عن عمل:Ridicule (1996)
- BAFTA Award for Best Film Not in the English Language، عن عمل:The Hairdresser's Husband (1992)
- جائزة سيزر لأفضل كاتب سيناريو، عن عمل:The Hairdresser's Husband (1991)
- جائزة سيزر لأفضل فيلم، عن عمل:The Hairdresser's Husband (1991)
- جائزة سيزر لأفضل مخرج، عن عمل:The Hairdresser's Husband (1991)
- جائزة سيزر لأفضل مخرج، عن عمل:Monsieur Hire (1990)
- جائزة سيزر لأفضل فيلم، عن عمل:Monsieur Hire (1990)
- جائزة سيزر لأفضل كاتب سيناريو، عن عمل:Tandem (1988)
- جائزة سيزر لأفضل فيلم، عن عمل:Tandem (1988)
- جائزة سيزر لأفضل مخرج، عن عمل:Tandem (1988).

## روابط خارجية
- باتريس لوكونت على موقع IMDb (الإنجليزية)
- باتريس لوكونت على موقع مونزينجر (الألمانية)
- باتريس لوكونت على موقع قاعدة بيانات الأفلام العربية
- باتريس لوكونت على موقع ألو سيني (الفرنسية)
- باتريس لوكونت على موقع تيرنر كلاسيك موفيز (الإنجليزية)
- باتريس لوكونت على موقع أول موفي (الإنجليزية)
- باتريس لوكونت على موقع قاعدة بيانات الأفلام السويدية (السويدية)
- باتريس لوكونت على موقع إن إن دي بي (الإنجليزية)
- باتريس لوكونت على موقع ديسكوغز (الإنجليزية)
- باتريس لوكونت على موقع قاعدة بيانات الفيلم (الإنجليزية)